# Przelewice (przystanek kolejowy)
Przelewice – nieczynna stacja kolejowa w Przelewicach, w powiecie wałeckim, w województwie zachodniopomorskim, w Polsce.